# Болсверт, Боэций Адамс
Боэций Адамс Болсверт, или Боэтиус Адамс, Боэций из Болсверта (нидерл. Boetius Adamsz Bolswert, Bodius, Boetius à Bolswert; ок. 1580, Болсверт — 25 марта 1633, Антверпен) — фламандский рисовальщик, гравёр и писатель эпохи «Золотого века Нидерландов». Старший брат гравёра Схелте Адамса Болсверта. Мастер репродукционной гравюры и книжной иллюстрации. Один из помощников П. П. Рубенса в создании гравюр, воспроизводящих его живописные произведения.

## Биография
Братья Болсверт происходят из маленького городка Болсверт во Фрисландии (северо-западная провинция Нидерландов). Примерно с 1610 года Боэций Болсверт жил и работал в Голландии: в Амстердаме и в Утрехте.
Семья художников Болсверт известна в истории искусства главным образом репродукционными гравюрами. В 1610 году Боэций Болсверт создал четыре гравюры «Ужасы испанской войны» по рисункам Давида Винкбонса. Он также гравировал пейзажи по живописным оригиналам Гиллиса ван Конинкслоо Третьего.
В 1615 и 1616 годах Генеральные штаты Нидерландов предоставили ему лицензию на гравирование портретов Елизаветы и Фредерика Богемских по оригиналам живописца Михила Янса ван Миревелта. В 1618 году он изобразил церемониальное погребальное ложе недавно умершего Филиппа-Вильгельма, принца Оранского.
Болсверт сотрудничал с Абрахамом Блумартом и, отчасти, подражал его манере. Его серия «Пасторали» 1611 года с использованием оригиналов Блумарта демонстрирует плоды этого влияния. Их сотрудничество в различных работах с 1612 года на тему Святых и отшельников завершилось в 1619 году в Антверпене изданием «Лес отшельников Египта и Палестины» (Sylva Anachoretica Ægypti Et Palæstinæ): том ин-кварто с воображаемыми образами двадцати пяти отшельников и такого же количества отшельниц с описательными латинскими текстами, напечатанными Хендриком Артссенсом. Очевидно, издание было заказано иезуитом Херибертом ван Росвейде (1569—1629) (основателем проекта «Acta Sanctorum»), ректором Колледжа иезуитов в Антверпене. Росвейд посвятил работу Болсверта своему благотворителю, аббату Антуану де Винге из аббатства Лисси, северная Франция. Очевидно, это было дополнением к главному латинскому труду Росвейда «Жизнеописания отцов» (Vitae Patrum, биографии отшельников ранней церкви) 1615 года, компиляция которого была выпущена в Антверпене в 1619 году Яном ван Горкумом. Антверпен был в те годы ведущим центром художественной и литературной деятельности Контрреформации.
В Антверпене между сентябрем 1620 и сентябрем 1621 года Боэций Болсверт был принят в качестве свободного мастера в Гильдию Святого Луки. Незадолго до этого, в январе 1620 года, он стал (как добрый католик и холостяк) членом «Братства пожилых холостяков» (Sodaliteit van de Bejaerde Jongmans) при ордене иезуитов.
В 1624 году Боэций Болсверт сотрудничал с брюссельским отцом-иезуитом Херманом Хьюго (1588—1629) в создании «самой популярной религиозной книги XVII века» «Благочестивые желания» (Pia Desideria), указывающей три пути к спасению через очищение, просветление и единение, — книга, выдержавшая множество изданий и повторений. Она состояла из сорока пяти гравюр-эмблем Болсверта с сопровождающими стихами Хьюго, предметами для размышлений на тему духовной любви. Хьюго был преподавателем колледжа иезуитов в Антверпене и ректором такого же колледжа в Брюсселе. Гравюры Болсверта были затем воспроизведены в последних трёх томах сочинения английского поэта Фрэнсиса Куорлса «Эмблемы» (Emblems), впервые опубликованных в 1635 году.
В 1627 году Болсверт опубликовал в Брюсселе собственную книгу «Паломничество Дуйфкенс и Виллеминкенс» (Duyfkens ende Willemynkens Pelgrimagie), иллюстрированную своими же гравюрами. В книге описывалось аллегорическое путешествие двух сестёр в Иерусалим.
1639 году Х. Аэртсенс напечатал иллюстрации Болсверта к пересказу средневековой истории «Амстердамского чуда Леонарда Мариуса» (Гезануса) (1588—1652), римско-католического священника в Бегинхофе. Некоторые из шестнадцати композиций основаны на иллюстрациях, приписываемых П. П. Рубенсу.
Рубенс, ранее других оценивший возможности печатной графики, организовал гравюрную мастерскую, в которой по его рисункам и картинам, используя их в качестве оригиналов, работали известные нидерландские художники-гравёры. Большую работу, в значительной мере, способствовавшую распространению искусства Рубенса во многих странах Европы, возглавил выдающийся гравёр Лукас Ворстерман. Между 1619 и 1621 годами Рубенс приступил к созданию серии гравюр и привлёк Ворстермана для воспроизведения в технике офорта и резца по меди ряда своих самых известных картин.
В мастерской Рубенса в Антверпене, а также в печатной мастерской издательства Христофора Плантена «Officina Plantiniana», было выполнено огромное количество гравюр, воспроизводящих большую часть творческого наследия живописца. С 1612 по 1637 год Рубенс и его гравёры были постоянными сотрудниками «Дома Плантенов». Наряду с Ворстерманом в этой мастерской работали Боэций Адамс Болсверт и Схелте Адамс Болсверт, а также многие другие гравёры: Питер де Йоде, Питер Соутман, Корнелис Схют и другие.

## Галерея

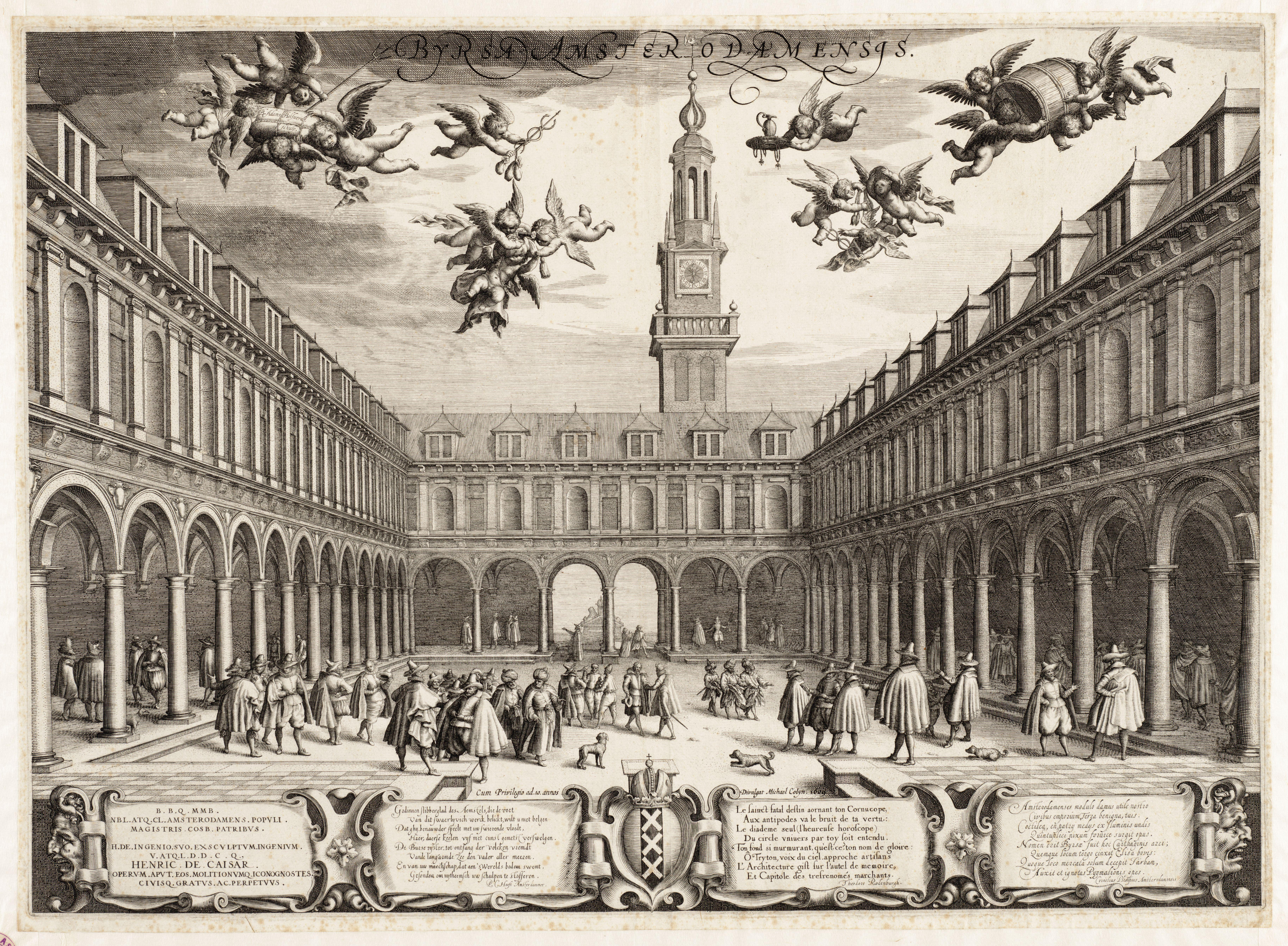
Гравюра издания «Описание Биржи Амстердама». Внутренний двор. 1609
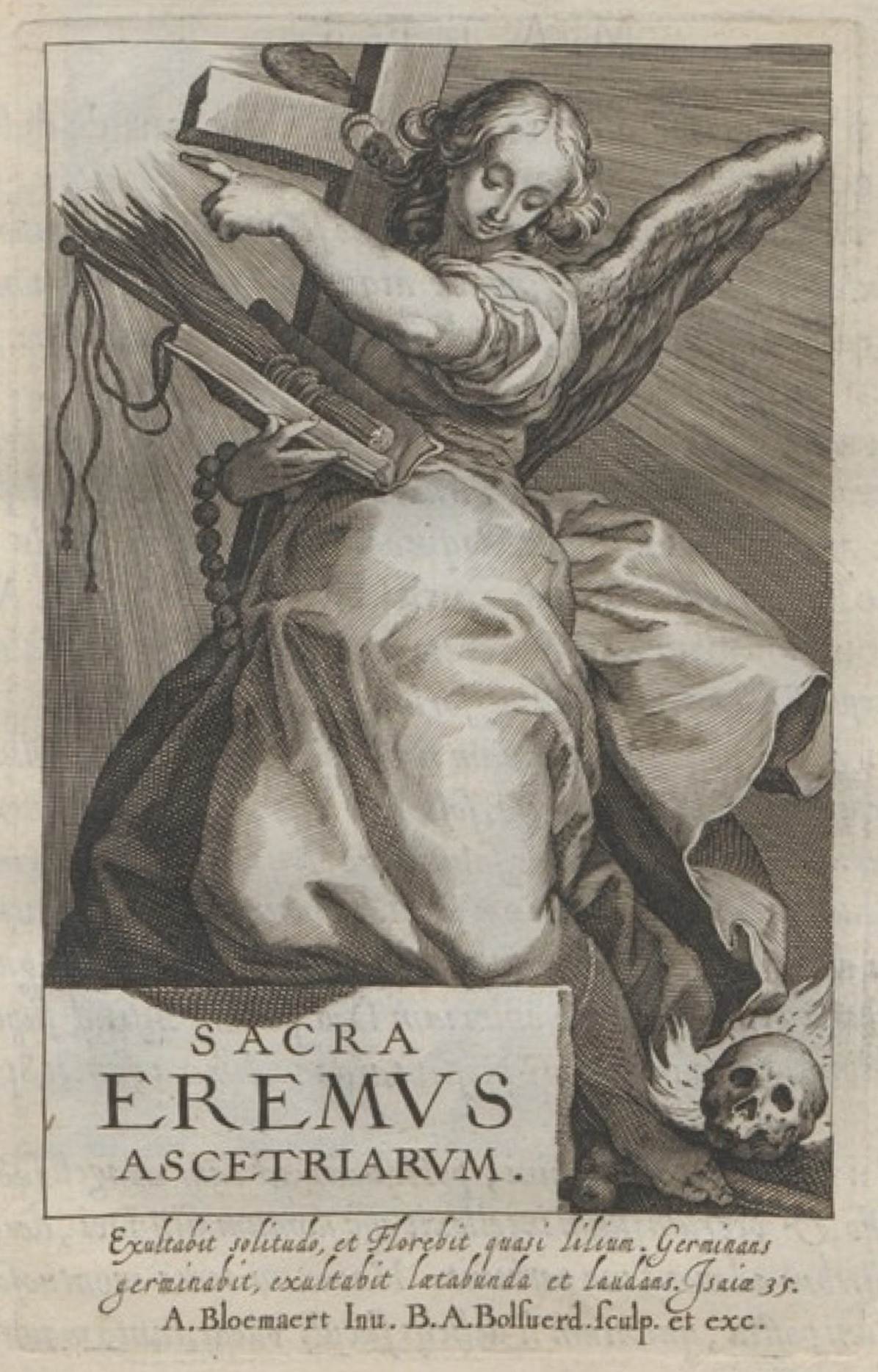
Гравюра издания «Лес отшельников Египта и Палестины» (Sylva Anachoretica Ægypti Et Palæstinæ). 1619. Офорт Б. А. Болсверта по рисунку А. Блумарта
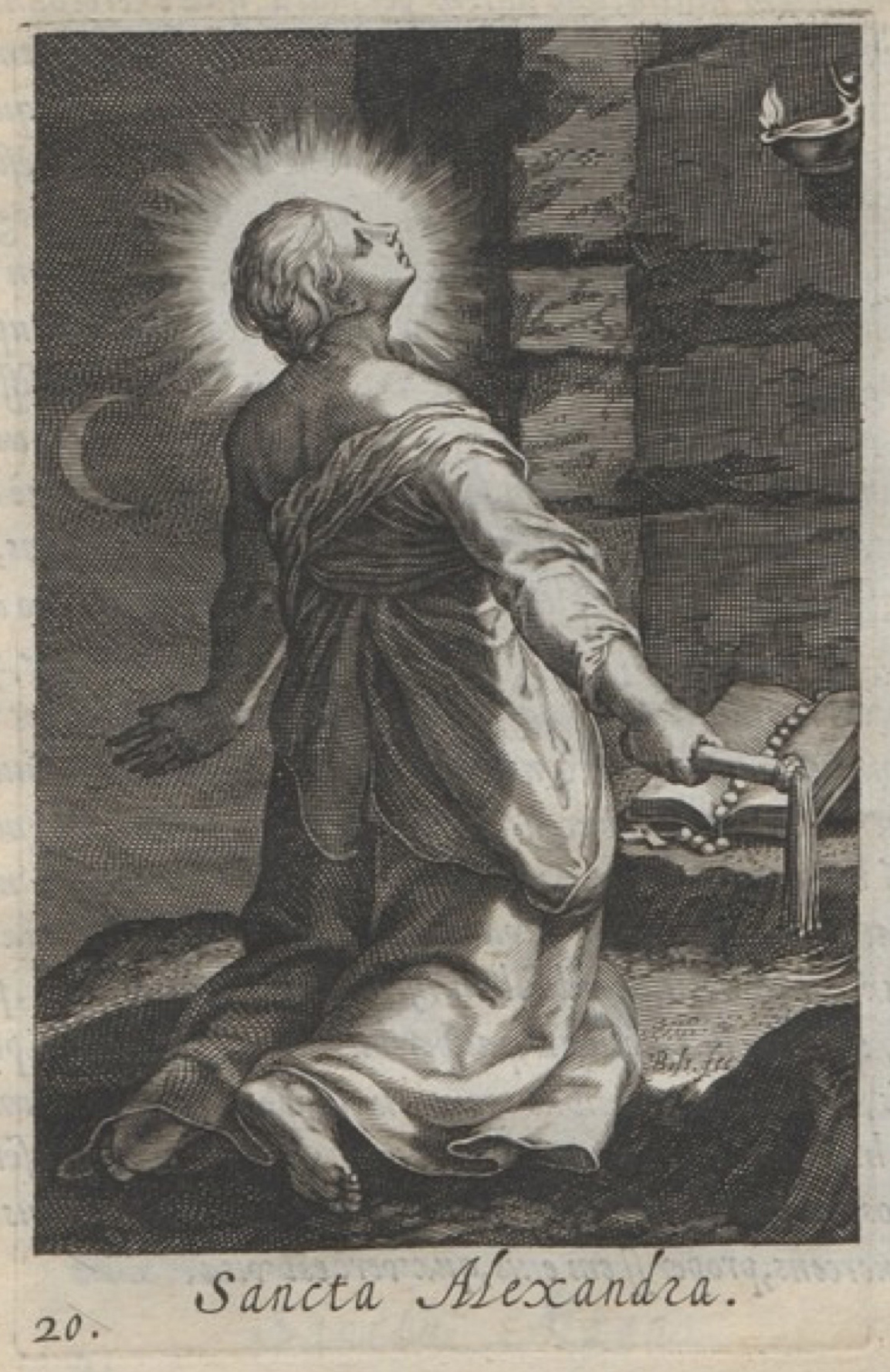
Святая Александра. Офорт издания «Лес отшельников Египта и Палестины»
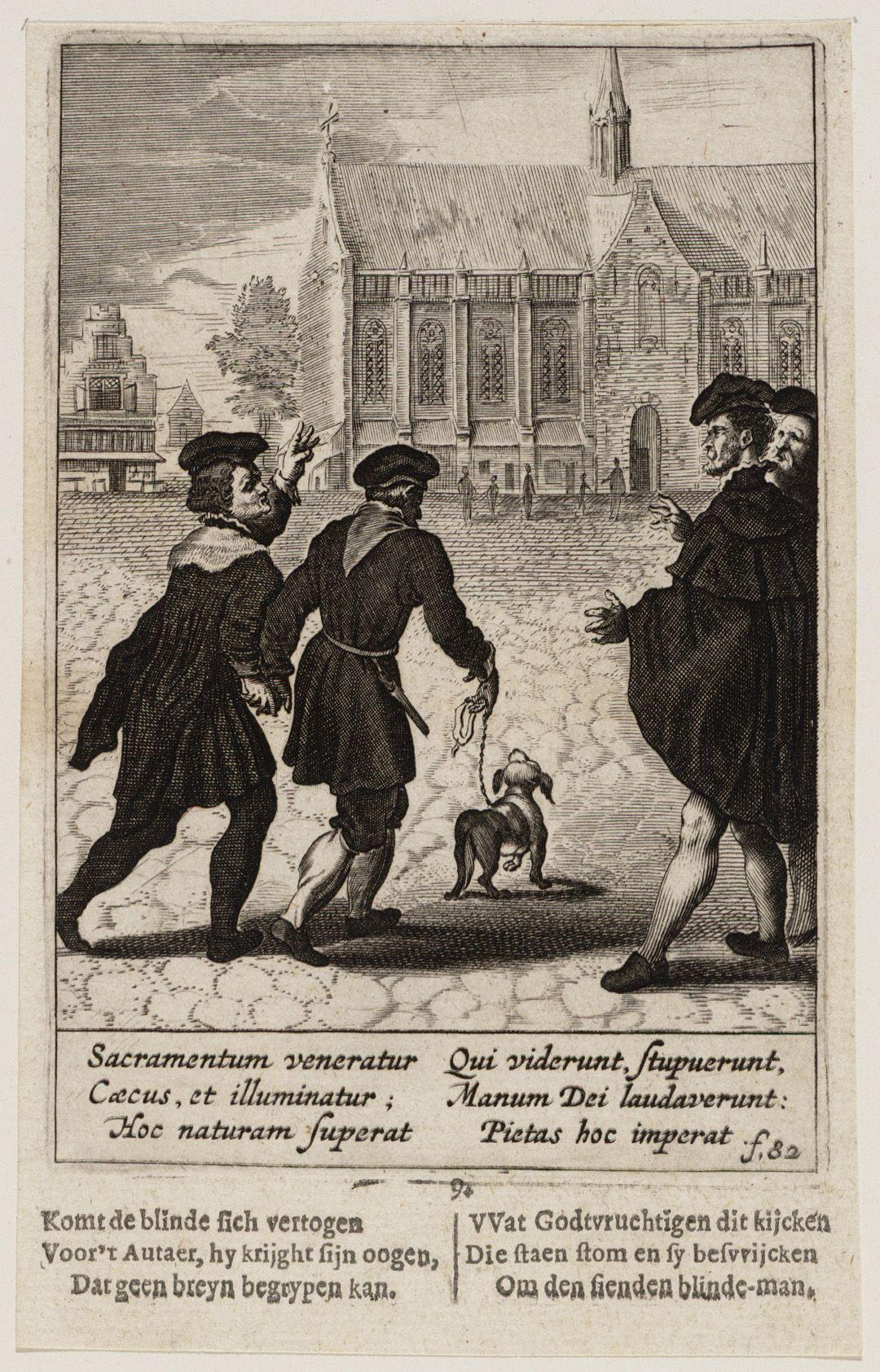
Гравюра издания Х. Артсенса «Честь Амстердама и его восхождение благодаря невероятным чудесам». Иллюстрация «Амстердамского чуда 1345 года: слепой исцелен чудесным хозяином. 1639
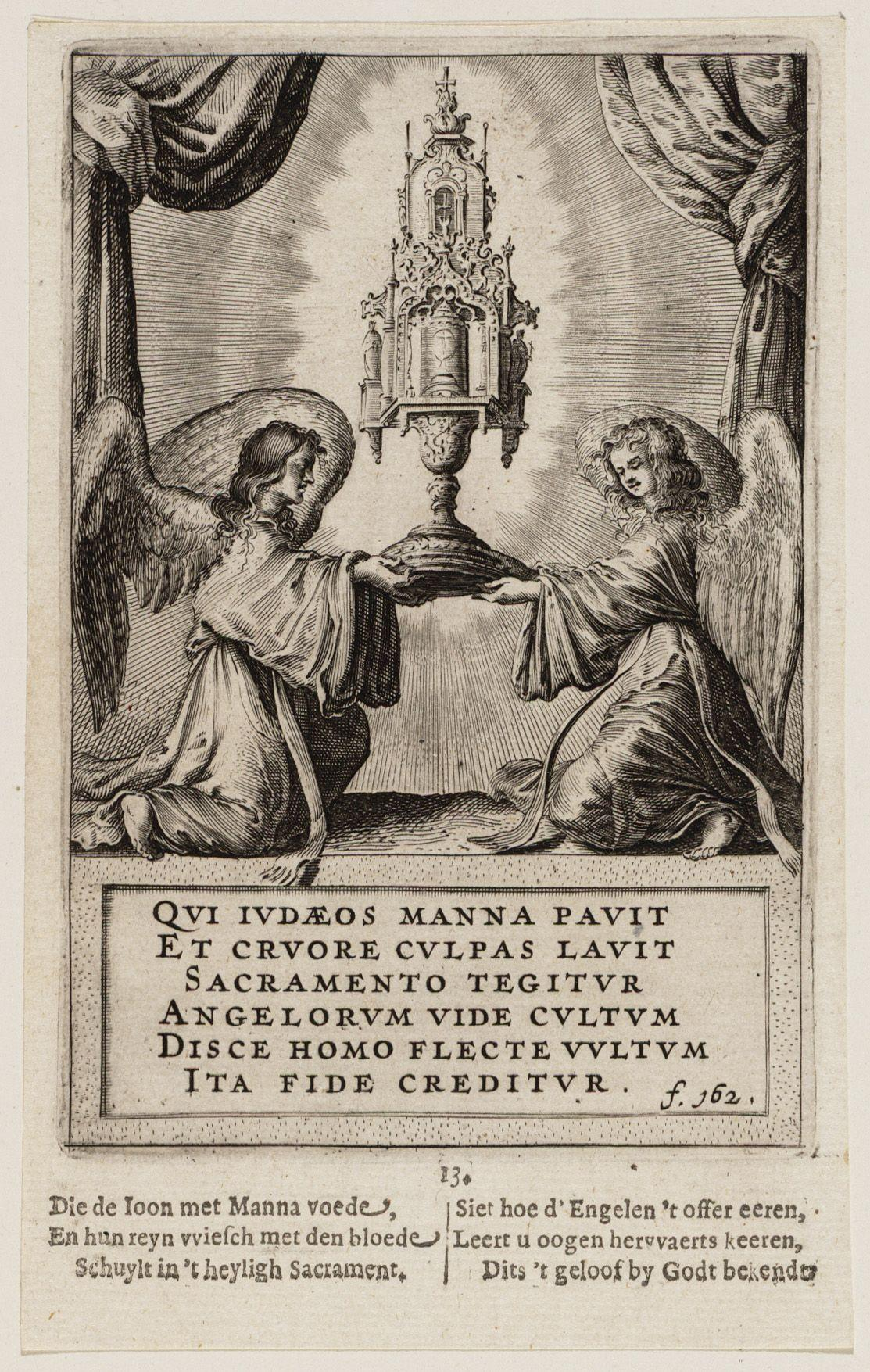
Иллюстрация «Амстердамского чуда 1345 года: ангелы показывают дароносицу, содержащую чудесное воинство. 1639
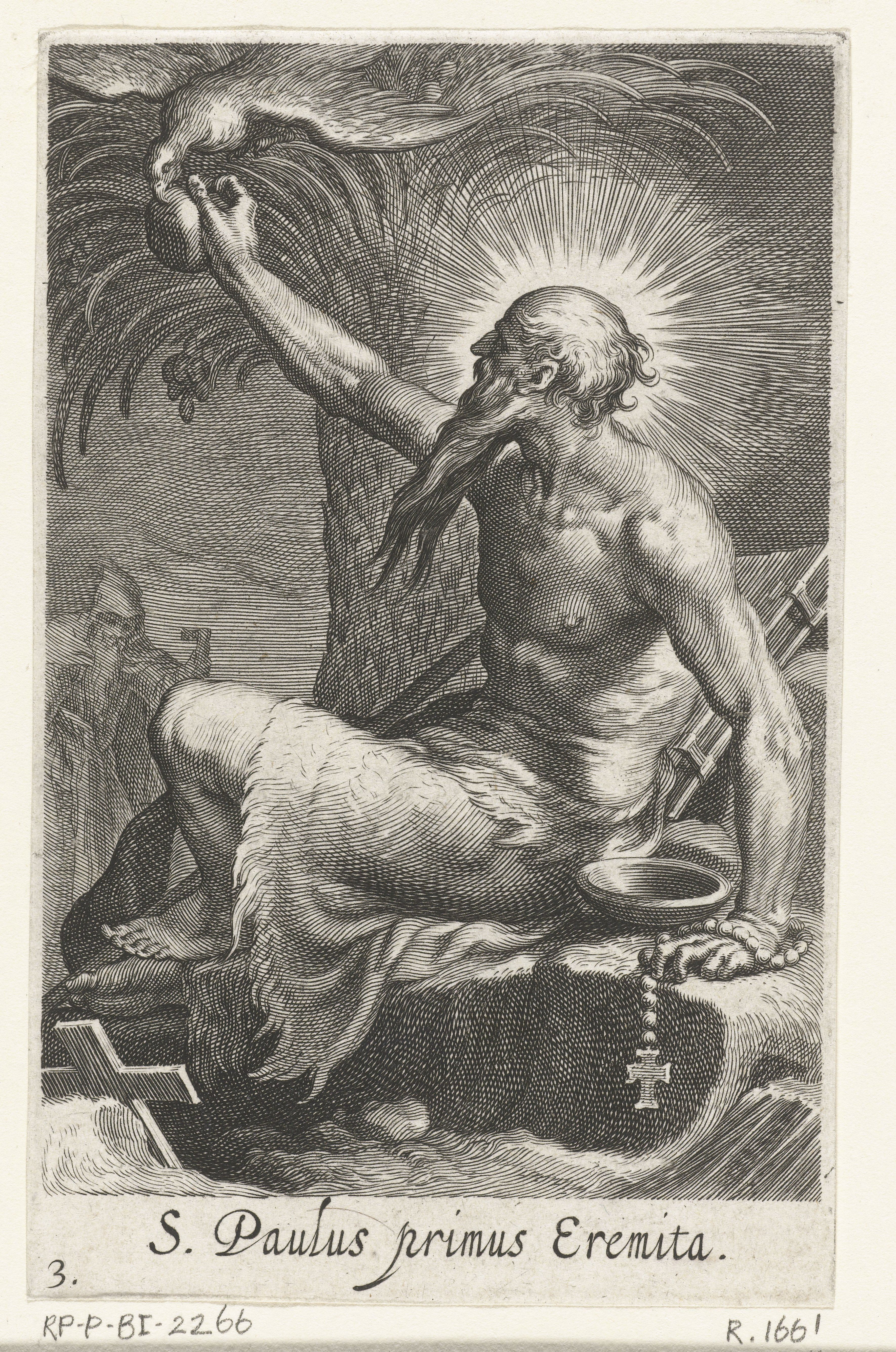
Святой Павел из Фив в роли отшельника. Гравюра издания «Sacra eremvs ascetarvm»
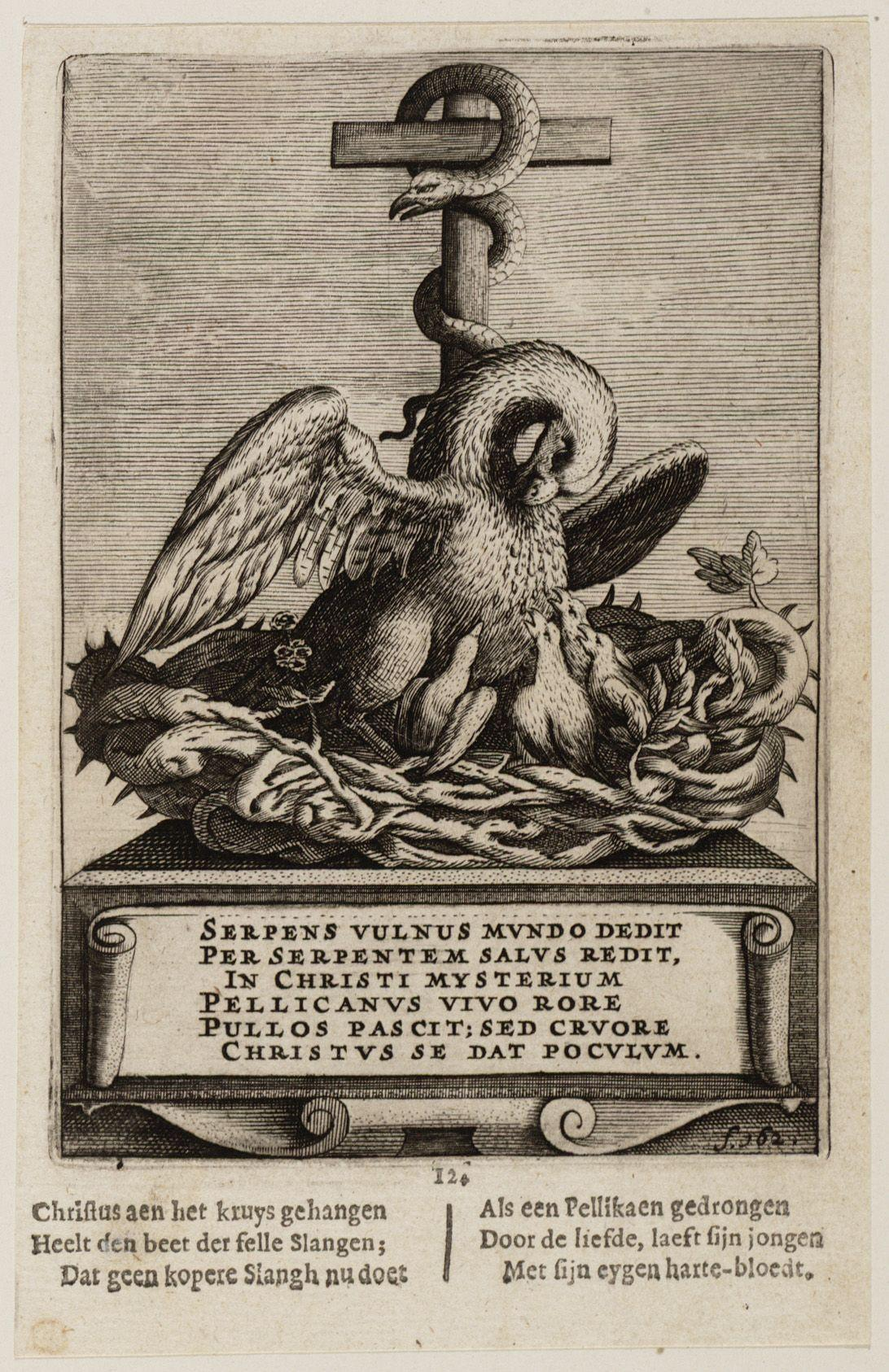
Пеликан и медный змей как символ Христа. Гравюра издания Х. Артсенса «Честь Амстердама и его восхождение благодаря невероятным чудесам». 1639